# Antoniów (gmina Opoczno)
Antoniów – wieś w Polsce położona w województwie łódzkim, w powiecie opoczyńskim, w gminie Opoczno.
W latach 1975–1998 miejscowość należała administracyjnie do województwa piotrkowskiego.
W 2011 roku Antoniów zamieszkiwały 152 osoby. 
Wierni kościoła rzymskokatolickiego należą do parafii św. Wojciecha w Kraśnicy.